# Horacio Jorge Zubiri
Horacio Jorge Zubiri (Salto, 16 de septiembre de 1926-Buenos Aires, 20 de abril de 2009) fue un ingeniero y político argentino, perteneciente a la Unión Cívica Radical.
Se desempeñó como Ministro de Obras Públicas de la 
Provincia de Buenos Aires y Ministro de Obras y Servicios Públicos de la Nación Argentina entre 1962 y 1963 durante el gobierno de José María Guido, y Secretario de Obras y Servicios Públicos y Subsecretario de Energía en 1973 durante el gobierno de Héctor José Cámpora.

## Biografía
Nacido en la localidad bonaerense de Salto, era descendiente de vascos. En 1951 se graduó de ingeniero mecánico y electricista en la Universidad Nacional de La Plata. Fue gerente de la cooperativa eléctrica de su ciudad natal, Salto, donde también dirigió un diario. También fue ayudante de cátedra en la Facultad de Ingeniería de la Universidad Nacional de La Plata.
Fue miembro de la Unión Cívica Radical y la Unión Cívica Radical Intransigente (UCRI), siendo electo concejal en 1958. No asumió el cargo, ya que se desempeñó como Ministro de Obras Públicas de la provincia de Buenos Aires, durante el gobierno de Oscar Alende. Trabajó en la idea de la construcción de la Represa El Chocón. También gestionó el traslado de todas las sedes del Ministerio a un solo edificio en el centro de La Plata.
En las elecciones en la provincia de Buenos Aires de 1962, integró con Guillermo Acuña Anzorena la fórmula de la UCRI como candidato a vicegobernador. El peronismo (a través de la Unión Popular, con la fórmula compuesta por Andrés Framini y Francisco Marcos Anglada) obtuvo 1.197.000 sufragios, contra 764.300 de la UCRI y 636.126 de la UCRP. El triunfo peronista, llevó a que el presidente Arturo Frondizi anulara las elecciones.
En abril de 1962, el presidente José María Guido lo propuso para presidente del directorio de la Dirección Nacional de Vialidad. En el mes de diciembre, lo designa Ministro de Obras y Servicios Públicos de la Nación Argentina, ocupando el cargo hasta octubre de 1963. También estuvo a cargo de la Secretaría de Transportes.
Posteriormente, entre 1964 y 1965 fue vicepresidente de la Cámara de Comercio Argentino-Brasileña y de la Compañía Argentina de Seguros Alfa hasta 1966. Fue asesor de la provincia de Buenos Aires para la Autopista Buenos Aires-La Plata y presidió la Empresa Consulbaires Ingenieros Consultores, S.A.
En el gobierno de Héctor José Cámpora, fue Secretario de Obras y Servicios Públicos del Ministerio de Economía (a cargo de José Ber Gelbard) y ocupó interinamente la subsecretaría de Energía entre mayo y junio de 1973. El 14 de junio, fue intimado a renunciar por afiliados de ATE y UPCN que tomaron el edificio del ministerio e irrumpieron en su despacho. Volvió al cargo a los pocos días con apoyo de Gelbard y Juan Domingo Perón.
Años más tarde, creó el Museo del Campo en Salto.